# Скотт, Бостон
Бостон Нейланд Скотт (англ. Boston Nealand Scott; 27 апреля 1995, Батон-Руж, Луизиана) — американский футболист, раннинбек клуба НФЛ «Филадельфия Иглз». На студенческом уровне выступал за команду Луизианского технологического университета. На драфте НФЛ 2018 года был выбран в шестом раунде.

## Биография
Бостон Скотт родился 27 апреля 1995 года в Батон-Руже в штате Луизиана. Один из трёх детей в семье Энтони Скотта и его супруги Шелли. Он учился в старшей школе города Закари, выступал за её команды по футболу, соккеру и лёгкой атлетике, выигрывал чемпионат штата по пауэрлифтингу. В свободное от учёбы время Скотт играл на гитаре в любительской группе. После окончания школы он поступил в Луизианский технологический университет.

### Любительская карьера
Сезон 2013 года Скотт провёл в статусе освобождённого игрока, тренируясь с командой, но не принимая участия в матчах. В турнире NCAA он дебютировал в 2014 году, приняв участие в игре против «Западного Кентукки». Во второй половине сезона 2015 года Скотт начал играть более заметную роль в нападении команды. В Нью-Орлеан Боуле в матче с «Арканзас Стейт» он впервые в карьере набрал более 100 выносных ярдов за игру.
В 2016 году Скотт сыграл в четырнадцати матчах, набрав 515 ярдов с шестью тачдаунами на выносе. В сезоне 2017 года он принял участие в тринадцати играх, шесть из которых начал в стартовом составе. По итогам турнира он стал самым эффективным раннинбеком команды, набрав 1 047 ярдов и занеся восемь тачдаунов.

#### Статистика выступлений в NCAA
| Сезон | Команда               | Игры | Приём | Приём | Приём | Приём | Вынос | Вынос | Вынос | Вынос |
| Сезон | Команда               | Игры | Rec   | Yds   | Y/A   | TD    | Att   | Yds   | Y/A   | TD    |
| ----- | --------------------- | ---- | ----- | ----- | ----- | ----- | ----- | ----- | ----- | ----- |
| 2013  | Луизиана Тек Буллдогз | —    | —     | —     | —     | —     | —     | —     | —     | —     |
| 2014  | Луизиана Тек Буллдогз | 1    | 0     | 0     | 0,0   | 0     | 1     | 3     | 3,0   | 0     |
| 2015  | Луизиана Тек Буллдогз | 9    | 1     | 1     | 1,0   | 0     | 34    | 275   | 8,1   | 0     |
| 2016  | Луизиана Тек Буллдогз | 14   | 11    | 125   | 11,4  | 0     | 70    | 515   | 7,4   | 6     |
| 2017  | Луизиана Тек Буллдогз | 13   | 20    | 181   | 9,1   | 1     | 183   | 1 047 | 5,7   | 8     |
| Всего | Всего                 | 37   | 32    | 307   | 9,6   | 1     | 288   | 1 840 | 6,4   | 14    |

### Профессиональная карьера
На драфте НФЛ 2018 года Скотт был выбран клубом «Нью-Орлеан Сэйнтс» в шестом раунде под общим 201 номером. В составе команды он стал третьим бегущим после Марка Инграма и Элвина Камары. В мае он подписал контракт с клубом. Пятого сентября, перед началом регулярного чемпионата, «Сэйнтс» объявили о выставлении Скотта на драфт отказов. После этого он был возвращён в тренировочный состав клуба, где провёл большую часть сезона 2018 года. В декабре Скотт перешёл в «Филадельфию», которая по разным причинам лишилась сразу нескольких бегущих. До конца чемпионата он принял участие в двух матчах команды, не отметившись результативными действиями в нападении. Сезон 2019 года он начал в тренировочном составе «Иглз», а в главную команду был переведён в октябре, после травмы Кори Клемента. До конца чемпионата Скотт набрал выносом 245 ярдов и занёс пять тачдаунов. В сезоне 2020 года в его активе было 374 ярда с одним тачдауном.
В апреле 2021 года Скотт подписал с «Филадельфией» новый годичный контракт на сумму 920 тысяч долларов.

#### Статистика выступлений в НФЛ

##### Регулярный чемпионат
| Сезон | Команда          | Игры | Приём | Приём | Приём | Приём | Вынос | Вынос | Вынос | Вынос |
| Сезон | Команда          | Игры | Rec   | Yds   | Y/A   | TD    | Att   | Yds   | Y/A   | TD    |
| ----- | ---------------- | ---- | ----- | ----- | ----- | ----- | ----- | ----- | ----- | ----- |
| 2018  | Филадельфия Иглз | 2    | 0     | 0     | 0,0   | 0     | 0     | 0     | 0,0   | 0     |
| 2019  | Филадельфия Иглз | 11   | 24    | 204   | 8,5   | 0     | 61    | 245   | 4,0   | 5     |
| 2020  | Филадельфия Иглз | 16   | 25    | 212   | 8,5   | 1     | 80    | 374   | 4,7   | 1     |
| 2021  | Филадельфия Иглз | 12   | 9     | 44    | 4,9   | 0     | 61    | 285   | 4,7   | 4     |
| Всего | Всего            | 41   | 58    | 460   | 7,9   | 1     | 202   | 904   | 4,5   | 10    |

* На 2 декабря 2021

##### Плей-офф
| Сезон | Команда          | Игры | Приём | Приём | Приём | Приём | Вынос | Вынос | Вынос | Вынос |
| Сезон | Команда          | Игры | Rec   | Yds   | Y/A   | TD    | Att   | Yds   | Y/A   | TD    |
| ----- | ---------------- | ---- | ----- | ----- | ----- | ----- | ----- | ----- | ----- | ----- |
| 2018  | Филадельфия Иглз | 2    | 0     | 0     | 0,0   | 0     | 0     | 0     | 0,0   | 0     |
| 2019  | Филадельфия Иглз | 1    | 3     | 23    | 7,7   | 0     | 6     | 25    | 4,2   | 0     |
| Всего | Всего            | 3    | 3     | 23    | 7,7   | 0     | 6     | 25    | 4,2   | 10    |